# Germán Ferreira
Germán Ferreira Cáceres (Minas, Lavalleja, Uruguay, 4 de abril de 1991-Minas, Lavalleja, Uruguay, 31 de enero de 2022) fue un futbolista uruguayo. Jugó de defensa.

## Muerte
En enero de 2022, Ferreira fue misteriosamente asesinado.

## Clubes
| Club                    | País      | Año         |
| ----------------------- | --------- | ----------- |
| Peñarol                 | Uruguay   | 2011 - 2013 |
| Rentistas               | Uruguay   | 2013 - 2014 |
| Plaza Colonia           | Uruguay   | 2015 - 2016 |
| Leones Negros           | México    | 2017        |
| Rentistas               | Uruguay   | 2018        |
| Academia Puerto Cabello | Venezuela | 2018 - 2019 |

## Palmarés

### Campeonatos nacionales
| Competición         | Club    | País    | Año       |
| ------------------- | ------- | ------- | --------- |
| Torneo Apertura     | Peñarol | Uruguay | 2012      |
| Campeonato Uruguayo | Peñarol | Uruguay | 2012/2013 |